# Katangacris enigmatica
Katangacris enigmatica är en insektsart som beskrevs av Kevan, D.K.M. och Akbar 1964. Katangacris enigmatica ingår i släktet Katangacris och familjen Pyrgomorphidae. Inga underarter finns listade i Catalogue of Life.